# Киевпастранс
Киевпастранс (укр. Київпастранс) — коммунальное предприятие, одно из крупнейших в Киеве и Украине, основным направлением деятельности которого является перевозка пассажиров в Киеве. Учреждена решением Киевского городского совета от 30.11.00 № 101/1078 и от 02.10.01 № 61/1495 путем реорганизации коммунального предприятия "Киевэлектротранс" и Киевского городского территориально — производственного объединения автомобильного транспорта.

## Основная информация
По состоянию на июнь 2019 года пассажирские перевозки осуществляются по 105 автобусными маршрутами (100 городских, 2 пригородных и 3 международных), 50 — троллейбусным (4 из которых ночные) и 20 — трамвайными. Для обеспечения работы этих маршрутов предприятие обслуживает 250,9 км трамвайных путей, 1190,9 км контактной сети, 1142,0 км кабельных линий, 90 тяговых подстанций, 1511 остановочных комплексов. Ежедневно на маршруты выходит 400 автобусов разной вместимости, 370 троллейбусов и 290 трамваев. Услугами наземного пассажирского транспорта в среднем ежедневно пользуются 1,1 млн жителей и гостей столицы (397 млн пассажиров за 2018 год).
Имущество предприятия является собственностью местных органов власти. На предприятии работает более 7,5 тысяч работников. Возглавляет предприятие генеральный директор. Техническую политику предприятия осуществляет главный инженер через техническую службу (производственно-техническое управление, управление организации производственных процессов автотранспорта и управление организации производственных процессов электротранспорта). Эксплуатационная деятельность (управление пассажирских перевозок, служба организации движения) подчинена заместителю генерального директора.
Под руководством генерального директора Николая Ламбуцкого (2001-2014 годы) для улучшения качества транспортного обслуживания, была разработана и задействована соответствующая программа, которая предусматривает приобретение нового подвижного состава современных моделей (повышенного комфорта для пассажиров и водителя, с низким уровнем пола, улучшенного дизайна и т. п) и ремонт и модернизацию существующего. В рамках этой программы за 2002-2005 гг. приобретено 750 автобусов различной вместимости («Volvo B10M», «Scania N112», ЛАЗ А183, МАЗ-103, МАЗ-105, «Богдан»), в том числе 81 — с низким уровнем пола (МАЗ, ЛАЗ), 101 троллейбус Киев-12.03, ЮМЗ Т2, МАЗ-103Т), из них 47 — с низким уровнем пола (МАЗ); совместно с чешскими машиностроителями построен Трехсекционный трамвайный вагон К3R-N с переменным уровнем пола (проходит государственные испытания). Сейчас на базе автобусов «Богдан» и ЛАЗ создаются троллейбусы с низким уровнем пола.
14 августа 2014 года генеральным директором предприятия назначен Майзеля Сергея Петровича.
Согласно финансовому плану коммунального предприятия на 2018 год, утвержденному Киевской городской администрацией 23 апреля 2018 года, «Киевпастранс» планирует повысить тарифы на проезд в наземном коммунальном транспорте Киева до 8 гривен. Рост цены на проезд планируется ввести с 15 июля 2018 года.
КП «Киевпастранс» заключило договор с Pojazdy Szynowe PESA Bydgoszcz Spółka Akcyjna на поставку Киеву до конца 2019 года 10 трамвайных вагонов на общую сумму 568,44 млн грн (с НДС).

## Подвижной состав

### Автобусы
- ЛАЗ-А141
- ЛАЗ А183
- ЛАЗ А191
- ЛАЗ А292
- МАЗ 103
- МАЗ 105
- МАЗ 107
- МАЗ 203
- МАЗ 215
- Богдан А091
- Богдан А092
- Богдан А144
- Богдан А145

### Трамваи
- Tatra T3
- Tatra T6B5 (Т3М)
- Tatra T3 (модернизированный с использованием IGBT-модулей)
- T3UA-3 «Каштан» с переменным уровнем пола
- К-1
- К-1М с переменным уровнем пола
- К-1М6 с переменным уровнем пола
- К-1М8 с переменным уровнем пола
- Трехсекционный трамвай K3R-N с переменным уровнем пола
- Трехсекционный трамвай КТ-3UA «Кобра» с переменным уровнем пола
- Трехсекционный трамвай KNR-NNP «Каштан» с переменным уровнем пола
- Трехсекционный трамвай 71-154М (ЛВС-2009) с переменным уровнем пола (не эксплуатируется в связи с техническими неисправностями)
- Трехсекционный трамвай Богдан TR843 с переменным уровнем пола
- Трехсекционный трамвай Pesa Twist (71-414) с низким уровнем пола
- Пятисекционный трамвай Електрон T5B64 с низким уровнем пола
- Трехсекционный трамвай К-1Т306 с низким уровнем пола

### Троллейбусы

#### Служебные
- Škoda 8Tr
- Škoda 9Tr
- Škoda 14Tr
- ЮМЗ Т2

#### Пассажирские
- Київ-12.03
- Київ-12.04
- МАЗ 103Т
- ЛАЗ Е183
- ЛАЗ Е301
- Богдан Т701
- Богдан Т901

## Структура
КП «Киевпастранс» состоит из следующих структурных подразделений:

### Дирекция КП «Киевпастранс»
- Планово-экономическое управление
- Управление правового обеспечения
- Управление кадров и социальных вопросов
- Управление бухгалтерского учета и финансовой отчетности
- Управление оплаты труда
- Управление по вопросам чрезвычайных ситуаций и гражданской защиты
- Управление по вопросам технической политики на транспорте
- Управление по вопросам охраны труда и безопасности движения
- Управление обеспечение кредитно-лизинговых программ
- Управление пассажирских перевозок
- Управление организации производственных процессов электротранспорта
- Управление организации производственных процессов автотранспорту
- Финансовое управление
- Контрольно-ревизионное управление

### Обособленные подразделения
- Служба организации движения
- Фуникулер
- Автостанция «Выдубичи»
- Служба организации сбора и учета выручки
- Станция технического обслуживания
- Служба пути
- Служба энергетического обеспечения
- Учебно-курсовой комбинат
- Служба автоматики и связи
- Жилищно-эксплуатационный участок
- Служба материально-технического обеспечения
- Детский лечебный оздоровительный центр «Кристалл»
- Музей
- Служба содержания объектов вспомогательной инфраструктуры

### Филиалы
- Троллейбусное депо № 1
- Троллейбусное депо № 2
- Троллейбусное депо № 3
- Куреневское троллейбусное депо (№ 4)
- Автобусный парк № 1 (не работает)
- Автобусный парк № 2
- Автобусный парк № 5
- Автобусный парк № 6
- Автобусный парк № 7 (работает как отстойник списанной техники)
- Автобусный парк № 8 (парк коммунальных маршрутных такси)
- Подольское трамвайное депо
- Трамвайное депо им. Шевченко
- Дарницкое трамвайное депо
- Станция технического обслуживания автобусов
- Станция технического обслуживания троллейбусов